# Алюмогидрид лития
Алюмогидрид лития (аланат лития) — неорганическое соединение, комплексный смешанный гидрид лития и алюминия с формулой Li[AlH4], белые кристаллы.
Сильный восстановитель, используемый в органическом синтезе. Мощнее других часто используемых агентов, например борогидрида натрия, благодаря более слабым связям Al-H по сравнению с B-Н. Восстанавливает сложные эфиры, карбоновые кислоты и кетоны до спиртов, нитросоединения и амиды (а также глиоксамиды) до аминов.

## Получение
- Действием хлорида алюминия на суспензию гидрида лития в эфире:

{\displaystyle {\mathsf {4LiH+AlCl_{3}\ {\xrightarrow {\ \ }}\ Li[AlH_{4}]+3LiCl}}}
- В промышленности может использоваться метод, который заключается в начальном получении алюмогидрида натрия из простых веществ под высоким давлением и температурой:

{\displaystyle {\mathsf {Na+Al+2H_{2}\ {\xrightarrow {\ \ }}\ Na[AlH_{4}]}}}
Затем получают алюмогидрид лития реакцией обмена между полученным веществом и хлоридом лития:
{\displaystyle {\mathsf {Na[AlH_{4}]+LiCl\ {\xrightarrow {\ \ }}\ Li[AlH_{4}]+NaCl}}}

## Физические свойства
Тетрагидридоалюминат лития образует бесцветные кристаллы, растворим в эфире, тетрагидрофуране. 
Технический продукт (ЛАГ) — твёрдые серые (из-за следов металлического алюминия) куски, очень лёгок. После измельчения — растворим в эфире. Бурно реагирует с водой, содержащейся во влажном воздухе, и способен к самовозгоранию. Промышленный продукт выпускается с добавлением минеральных масел для защиты от воздуха.

## Химические свойства
- Термически неустойчив:

{\displaystyle {\mathsf {2Li[AlH_{4}]\ {\xrightarrow {>125^{o}C}}\ 2LiH+2Al+3H_{2}\uparrow }}}
- Гидролизуется водой:

{\displaystyle {\mathsf {Li[AlH_{4}]+4H_{2}O\ {\xrightarrow {\ }}\ LiOH+Al(OH)_{3}+4H_{2}\uparrow }}}
- Реагирует с разбавленными кислотами на холоде:

{\displaystyle {\mathsf {Li[AlH_{4}]+4HCl\ {\xrightarrow {\ }}\ LiCl+AlCl_{3}+4H_{2}\uparrow }}}
- Окисляется кислородом при нагревании и фтором при комнатной температуре:

{\displaystyle {\mathsf {2Li[AlH_{4}]+4O_{2}\ {\xrightarrow {250^{o}C}}\ Li_{2}O+Al_{2}O_{3}+4H_{2}O}}}
{\displaystyle {\mathsf {Li[AlH_{4}]+4F_{2}\ \xrightarrow {} \ Li[AlF_{4}]+4HF}}}
- В среде эфира переводит хлорид бора в диборан, что используется для получения последнего[1]:

{\displaystyle {\mathsf {3Li[AlH_{4}]+4BCl_{3}\ \xrightarrow {} \ 3LiCl+3AlCl_{3}+2B_{2}H_{6}\uparrow }}}

## Применение
- В органическом синтезе. Например, для получения спиртов из альдегидов или кетонов:

{\displaystyle {\mathsf {Li[AlH_{4}]+4CH_{3}CHO+4H_{2}O{\xrightarrow {}}\ 4CH_{3}CH_{2}OH+LiOH+Al(OH)_{3}{\downarrow }}}}
- Восстановление сложных эфиров и карбоновых кислот также производится под действием комплексных гидридов, обычно, алюмогидрида лития и приводит к спиртам[2].
- Для получения неводных электролитов, из которых гальваническим способом осаждается алюминиевое покрытие.